# 비블리아 고서당 사건 수첩 (영화)
《비블리아 고서당 사건수첩》(일본어: ビブリア古書堂の事件手帖, 영어: The Antique: Secret of the Old Books)는 2018년 11월에 개봉한 일본의 미스터리, 드라마 영화이다.
 미시마 유키코가 감독을 마츠이 카나와 와타나베 료헤이가 각본을 맡았다.
 일본은 2018년 11월 1일에 대한민국은 2019년 6월 20일에 개봉되었다.

## 줄거리
평범한 할머니의 삶이라고 생각했다,

그 책을 보기 전까지는

할머니의 유품인 나쓰메 소세키 전집에서 작가의 친필 사인을 발견한 다이스케.

진위를 확인하기 위해 가격표에 적혀 있던

비블리아 고서당을 찾아간다.

책 속에 둘러싸여 있던 고서당 주인 시오리코는 책을 건네받자마자

할머니가 간직해두었던 50년 전 이야기를 추적하기 시작하고

두 사람은 그 끝에서 한 연인을 만난다.

한편, 백수로 지내던 다이스케는 뜻밖의 제안으로 고서당에 취업하고

시오리코가 다자이 오사무의 한 마니아로부터

위협을 받고 있다는 것을 알게 되는데…

나쓰메 소세키 ‘그 후’, 다자이 오사무 ‘만년’

세상에 알려지지 않은 또 다른 이야기가 펼쳐진다.

## 출연진

### 주연
- 쿠로키 하루 - 시오리코 시노카와 역
- 노무라 슈헤이 - 다이스케 고우라 역

### 조연
- 히가시데 마사히로 - 요시오 타나카 역
- 카호 - 키누코 고우라 역
- 나리타 료 - 이나가키 역
- 칸노 미스즈
- 타카하시 요우
- 사코우 요시
- 모모카
- 와타나베 미사코